# Тімішоарська астрономічна обсерваторія
Тімішоарська астрономічна обсерваторія (рум. Observatorul Astronomic din Timișoara, англ. Timișoara Astronomical Observatory) — науково-дослідний інститут у місті Тімішоара в Румунії, заснований 7 грудня 1962 року астрономом і сейсмологом Іоаном Куреа. Наукову діяльність обсерваторії координує Астрономічний інститут Румунської академії, а адміністративну — місцеве відділення Румунської академії.
Будівля астрономічної обсерваторії має підвал, цокольний поверх і зал для телескопа на екваторіальному монтуванні, критий поворотним куполом. Купол і головний інструмент обсерваторії були виготовлені власними силами в Тімішоарі. Оптичні прилади, розміщені на екваторіальному монтуванні:
- телескоп Кассегрена з цейссівським дзеркалом діаметром 30 см з фокусною відстанню 1,69 м, обладнаним ПЗЗ-камерою SBIG, що використовується для спостережень неозброєним оком і фотометрії зір за допомогою ПЗС
- цейссівський телескоп-приціл діаметром 10 см з фокусною відстанню 2 м.

Через розбудову Тімішоари зросло світлове забруднення, і розташування обсерваторії стало неприйнятним для проведення якісних спостережень. Пропонуєтьcя перемістити її в гори Мунтеле-Мік в жудці Караш-Северин.